# Regierungskriminalität
Als Regierungskriminalität werden Straftaten bezeichnet, die im Auftrag oder mit Duldung von Regierungen erfolgen.
Die Aufklärung und Ahndung derartiger Regierungskriminalität ist durch eine Reihe von Sachverhalten erschwert. So gilt auch im Rechtsstaat, dass
- Regierungsmitglieder vielfach auch Mitglied der Parlamente sind und daher Immunität genießen
- Regierungen über Mehrheiten im Parlament verfügen, die Gesetze (z. B. Verjährungsvorschriften) ändern können und
- die Regierung vielfach Einfluss auf die Strafermittlung und -verfolgung nehmen kann (z. B. über die weisungsgebundenen Staatsanwaltschaften)

In Diktaturen und Staaten, die nicht rechtsstaatlichen Ansprüchen genügen, bestehen weitaus größere Möglichkeiten zur Regierungskriminalität, da die rechtsstaatlichen Schutzmechanismen nicht bestehen. Hier besteht daher typischerweise erst dann eine Möglichkeit, diese Straftaten zu verfolgen, wenn es zu einem Regimewechsel gekommen ist. So waren die Nürnberger Prozesse eine Aufarbeitung der Verbrechen des nationalsozialistischen Regimes.
Ein Hauptproblem hierbei ist, dass Regierungskriminalität in Diktaturen typischerweise durch das jeweilige zur Tatzeit gültige (und von der Diktatur selbst gesetzte) nationale Strafrecht keine Strafbarkeit der Handlungen der Regierung vorsieht (nullum crimen sine lege praevia, nulla poena sine lege (kein Verbrechen, keine Strafe ohne Gesetz)). Daher wird vielfach auf die völkerrechtliche Ächtung bestimmter schwerer Straftaten wie Völkermord oder Verbrechen gegen die Menschlichkeit abgehoben.
Einige Länder wie Spanien haben den Grundsatz des Gesetzlichen Richters dahingehend aufgeweicht, dass eine Strafverfolgung auch dann möglich ist, wenn weder Opfer noch Täter noch Tat einen Bezug zum Ort des Gerichtes haben. Hierdurch ist eine Strafverfolgung von Regierungskriminalität auch im Ausland möglich.
Auf internationaler Ebene wurde der Internationale Strafgerichtshof zur Ahndung von Regierungskriminalität geschaffen. Jedoch wird dieses internationale Gericht von vielen Staaten (darunter auch Rechtsstaaten) nicht anerkannt.
Ein mehrfach eingesetztes Instrument zur Aufarbeitung von Regierungskriminalität sind Wahrheitskommissionen.
In Deutschland wurde der Begriff der Regierungskriminalität insbesondere im Zusammenhang mit der rechtsstaatlichen Umsetzung der Wiedervereinigung in Bezug auf die Handlungen der DDR-Regierung angewendet. Die Ergebnisse dieser Aufarbeitung sind im Artikel Zentrale Ermittlungsgruppe für Regierungs- und Vereinigungskriminalität beschrieben.